# Distretto di Sunsari
Il distretto di Sunsari (in nepalese सुनसरी जिल्ला|सुनसरी जिल्ला ) è uno dei 77 distretti del Nepal, in seguito alla riforma costituzionale del 2015 fa parte della provincia di Koshi.
Il capoluogo è Inaruwa.
Geograficamente il distretto appartiene alla zona pianeggiante del Terai. Il confine occidentale del distretto è segnato dal fiume Sapta Koshi, un affluente del Gange, che nel suo tratto meridionale forma la Riserva naturale Koshi Tappu.
Il principale gruppo etnico presente nel distretto sono i Tharu.

## Municipalità
Il distretto è suddiviso in 12 municipalià, due sono aree sub-metropolitane, quattro sono i distretti urbani e sei quelli rurali.
- Itahari
- Dharan
- Inaruwa
- Duhabi
- Ramdhuni-Bhasi
- Barahachhetra
- Koshi
- Gadhi
- Barju
- Bhokraha Narashingh
- Harinagara
- Dewanganj